# Lygistopterus rubripennis
Lygistopterus rubripennis är en skalbaggsart som beskrevs av Leconte 1875. Lygistopterus rubripennis ingår i släktet Lygistopterus och familjen rödvingebaggar. Inga underarter finns listade i Catalogue of Life.